# Xenochlorodes magna
Xenochlorodes magna is een vlinder uit de familie spanners (Geometridae). De wetenschappelijke naam is voor het eerst geldig gepubliceerd in 1977 door Wolff.
De soort komt voor in Europa.